# Суханувко
Суханувко (пол. Suchanówko, нім. Schwanenbeck) — село в Польщі, у гміні Сухань Старгардського повіту Західнопоморського воєводства.
Населення — 290 осіб (2011).
У 1975-1998 роках село належало до Щецинського воєводства.

## Демографія
Демографічна структура станом на 31 березня 2011 року:
|          | Загалом | Допрацездатний вік | Працездатний вік | Постпрацездатний вік |
| -------- | ------- | ------------------ | ---------------- | -------------------- |
| Чоловіки | 148     | 34                 | 100              | 14                   |
| Жінки    | 142     | 30                 | 80               | 32                   |
| Разом    | 290     | 64                 | 180              | 46                   |